# Karl Küll
Karl Küll (* 7. Dezember 1891 in Solingen; † 11. August 1969) war ein deutscher Politiker und Landtagsabgeordneter der Kommunistischen Partei Deutschlands.
Küll war von 1929 bis 1933 Stadtverordneter und Gewerkschaftssekretär. Nach dem Zweiten Weltkrieg war er  Sekretär des Zonenvorstandes der IG Metall für die britische Zone und Bremen. Er war in zahlreichen Parteigremien vertreten.
Vom  20. April 1947 bis zum 17. Juni 1950 war Küll Mitglied des Landtags des Landes Nordrhein-Westfalen. Er wurde über die Landesliste seiner Partei gewählt.